# Pseudoxandra longipes
Pseudoxandra longipes är en kirimojaväxtart som beskrevs av Paulus Johannes Maria Maas. Pseudoxandra longipes ingår i släktet Pseudoxandra och familjen kirimojaväxter. Inga underarter finns listade i Catalogue of Life.